# Aparecida (São Paulo)
Pour les articles homonymes, voir Aparecida.
Aparecida est une ville brésilienne de l'est de l'État de São Paulo. Elle se situe au sud de São Paulo, par une latitude de 22° 50' 49" sud et par une longitude de 45° 13' 48" ouest, à une altitude de 542 mètres. Sa population était estimée à 36 129 habitants en 2006. La municipalité s'étend sur 299 km².

## Généralités
Le 12 octobre 1717, trois pêcheurs de la localité retirèrent des eaux du rio Paraíba do Sul une statue de Notre-Dame d'Aparecida.
Une basilique s'y élève aujourd'hui en hommage à la sainte patronne du Brésil, la basilique Notre-Dame d'Aparecida. Il s'agit du deuxième plus grand édifice cultuel catholique au monde après la basilique Saint-Pierre, au Vatican.

## Démographie
| Évolution de la population (municipalité) | Évolution de la population (municipalité) | Évolution de la population (municipalité) | Évolution de la population (municipalité) |
| Année                                     | Population                                |                                           | %±                                        |
| ----------------------------------------- | ----------------------------------------- | ----------------------------------------- | ----------------------------------------- |
| 1940                                      | 9 156                                     |                                           | —                                         |
| 1950                                      | 15 088                                    |                                           | 64,8%                                     |
| 1960                                      | 19 696                                    |                                           | 30,5%                                     |
| 1970                                      | 24 669                                    |                                           | 25,2%                                     |
| 1980                                      | 29 344                                    |                                           | 19,0%                                     |
| 1991                                      | 33 247                                    |                                           | 13,3%                                     |
| 2000                                      | 34 904                                    |                                           | 5,0%                                      |
| 2010                                      | 35 007                                    |                                           | 0,3%                                      |
| 2022                                      | 32 569                                    |                                           | −7,0%                                     |
| ,                                         |                                           |                                           |                                           |